# Taburete

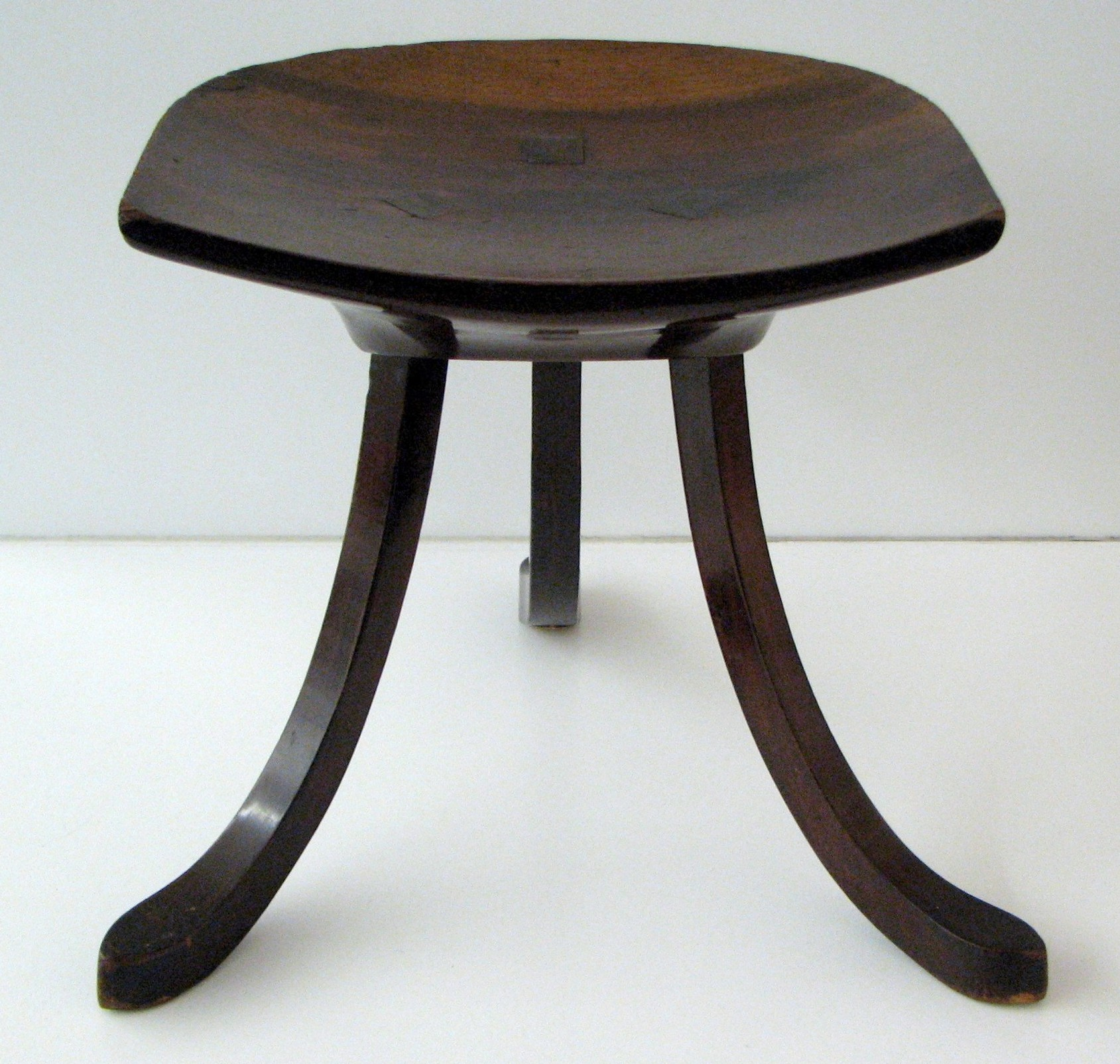
Taburete de madera

Un taburete (también banqueta, taurete, banquillo, banquito) es uno de los primeros muebles para sentarse. Tiene muchas similitudes con una silla, pero se distingue de ese mueble generalmente por su falta de reposabrazos y un respaldo. Consiste en un solo asiento, para una persona, en una base de tres o cuatro patas. Existen variantes con una, dos o cinco patas y algunas personas se refieren a estos taburetes como «sillas sin respaldo». No obstante, algunos taburetes modernos tienen respaldo.

## Etimología
La voz castellana es una adaptación del francés tabouret cuyo sentido moderno apareció a principios del siglo XVI.
Generalmente con asiento redondo, el término se formó por analogía a partir de tambour (tambor) que en fráncico se decía tabor. Parece que el tambor debe su origen al persa tabir, a través del árabe tanbûr.
En la actualidad, existe un tipo de taburete denominado taco, dotado de ruedas retráctiles para facilitar su desplazamiento y aro de caucho estabilizado que facilita su fijación. En algunas zonas de la Comunidad de Madrid también se usa el término Carmenqueta[cita requerida], concretamente en la zona de Rivas-Vaciamadrid.

## Composición

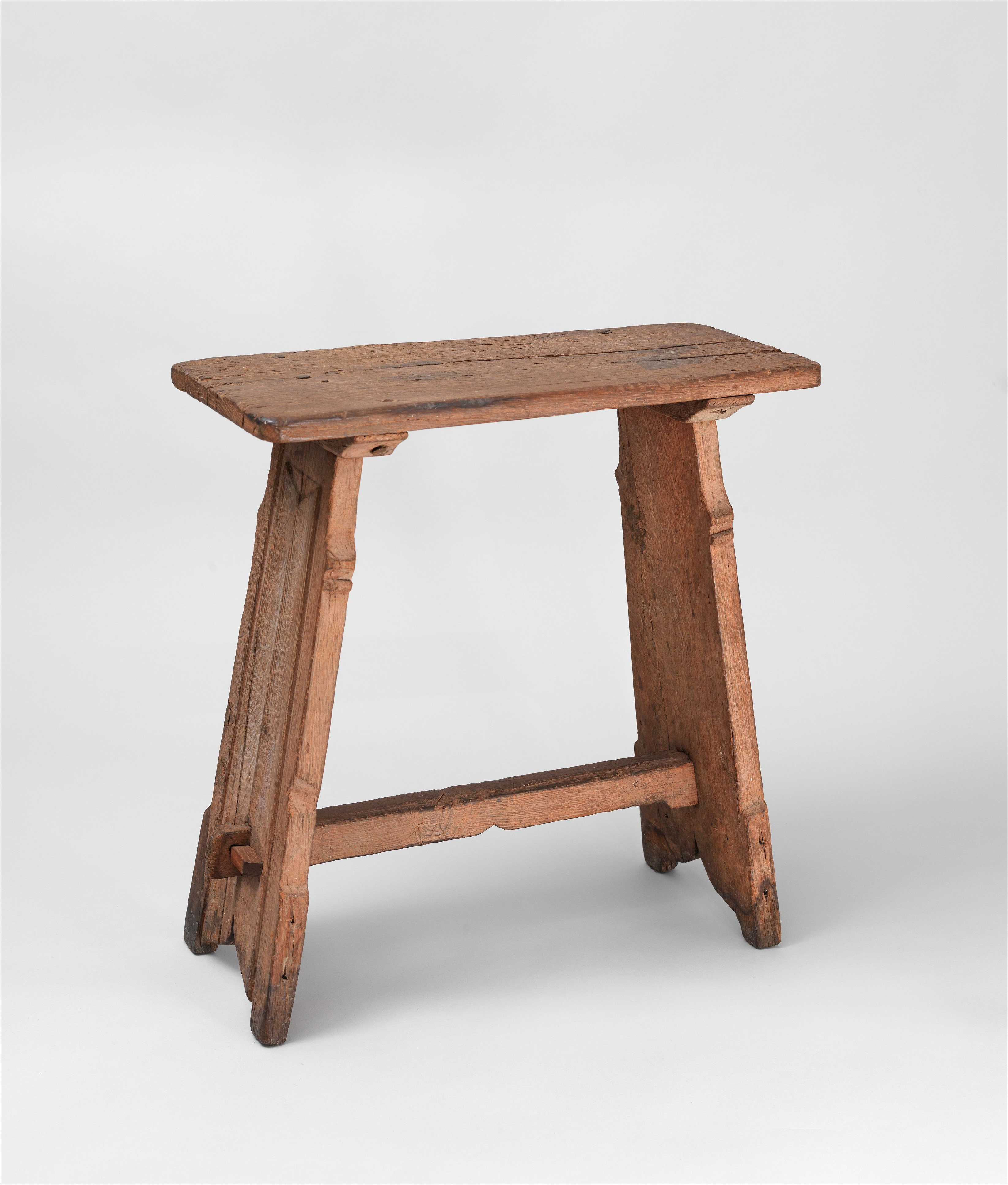
Taburete de carpintería

Taburete tapizado

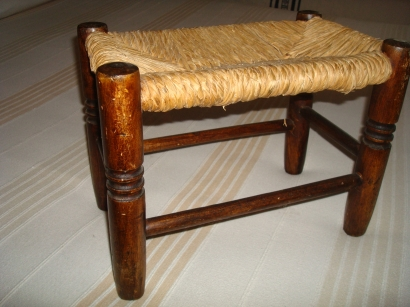
Taburete de anea

El taburete se compone del asiento y de los pies; el asiento puede ser cuadrado, circular, ovalado, oblongo o de cualquier otra forma, aunque las cuatro anteriores son las más generales; los pies pueden ser tres o cuatro. El taburete puede ser de carpintería, ebanistería o tapicería.

### De carpintería
Los de carpintería se componen de una tabla de cualquier forma de las indicadas, a la que van ensamblados los pies, ya sean torneados o piramidales, y enlazados por unas chambranas, que son tablas de canto y ensambladas a los pies, las cuales chambranas cumplen el doble objeto de afirmar la posición de los pies y asegurar su unión con el asiento. Para manejarlos se les suele hacer un taladro T en forma de ese, por el cual se introduce la mano para asir el mueble. Con el fin de que no se lastime la mano al levantarlo, el taladro lleva las aristas redondeadas.

### De ebanistería
Los taburetes de ebanistería se construyen por el estilo del anterior, pero con maderas finas y torneadas, especialmente en los pies y en las chambranas.

### De tapicería
Los de tapicería son iguales a los de ebanistería, excepto en el asiento, que es un bastidor sobre el cual se arma el relleno de tapicería; a estos taburetes se les suele poner en torno del asiento un fleco de pasamanería o cordonero. Aunque algunas personas[¿quién?] dan a estos taburetes el nombre de puf, el puf es más bien una especie de sofá bajo, pero sin respaldo ni brazos, en el que pueden sentarse una o más personas, mientras que el taburete sólo sirve para una.

### Otros taburetes
Hay de igual manera taburetes con asiento de anea, llamados posón.
Los taburetes para delineantes se componen de dos partes distintas: el asiento, que lleva cuatro pequeños listones, parecidos a los tableros de dibujo, y los pies, que van unidos a una corona taladrada en la cual entran por los taladros los listones que nacen del asiento y que se fijan a determinada altura mediante dispositivos especiales análogos a los empleados en los tableros.
También se construyen taburetes-escalera: estos llevan el asiento formado por dos trozos unidos mediante bisagras, teniendo cada uno de ellos unida la mitad del resto de la armadura; en uno de los pedazos hay un respaldo. Al doblar el asiento, se monta la parte que lleva el respaldo sobre la otra y el respaldo se apoya en el suelo, tomando así el taburete forma de escalera y constituyendo un mueble útil para bibliotecas, almacenes, entre otros. Existe también una modalidad de taburete con ruedas retráctiles para facilitar su desplazamiento y aro de caucho para facilitar su estabilización.
Hay diferentes tipos de taburetes disponibles en la era moderna que incluyen taburete de café, silla de ratán, sillón, diseño de canasta, sillones plegables, silla de lona, taburete del tesoro.

## Forma

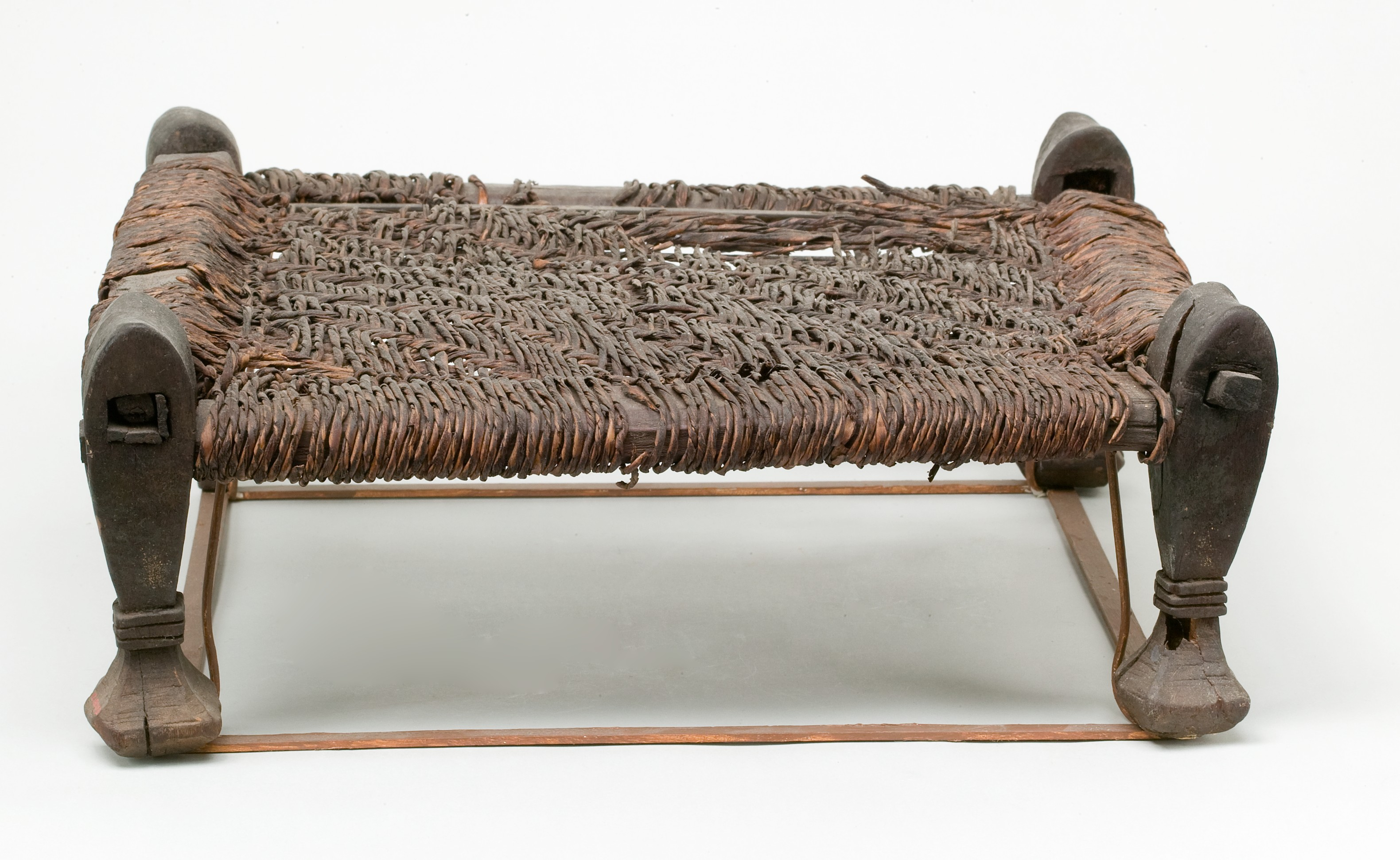
Taburete egipcio, -

La forma de los taburetes, así como su construcción ha variado según los tiempos y civilizaciones, para repetirse en épocas más distantes y en las culturas más apartadas entre sí. De la civilización egipcia se guardan numerosos taburetes en los museos, principalmente en el Británico y el de El Cairo, unos de tres pies y otros de cuatro en forma idéntica a las pequeñas sillas modernas de tijera.
De estos el ejemplar más antiguo que se conoce es el descubierto por el conde de Carnavon en la tumba de Tutankamon. Es de ebonita con taracea de marfil y monturas doradas; el asiento representa una piel de animal echada sobre los cuatro soportes que terminan en cabeza de pato. A pesar de su indiscutible y remota antigüedad, parece por su arte y forma un mueble de nuestros días.

## Desarrollo

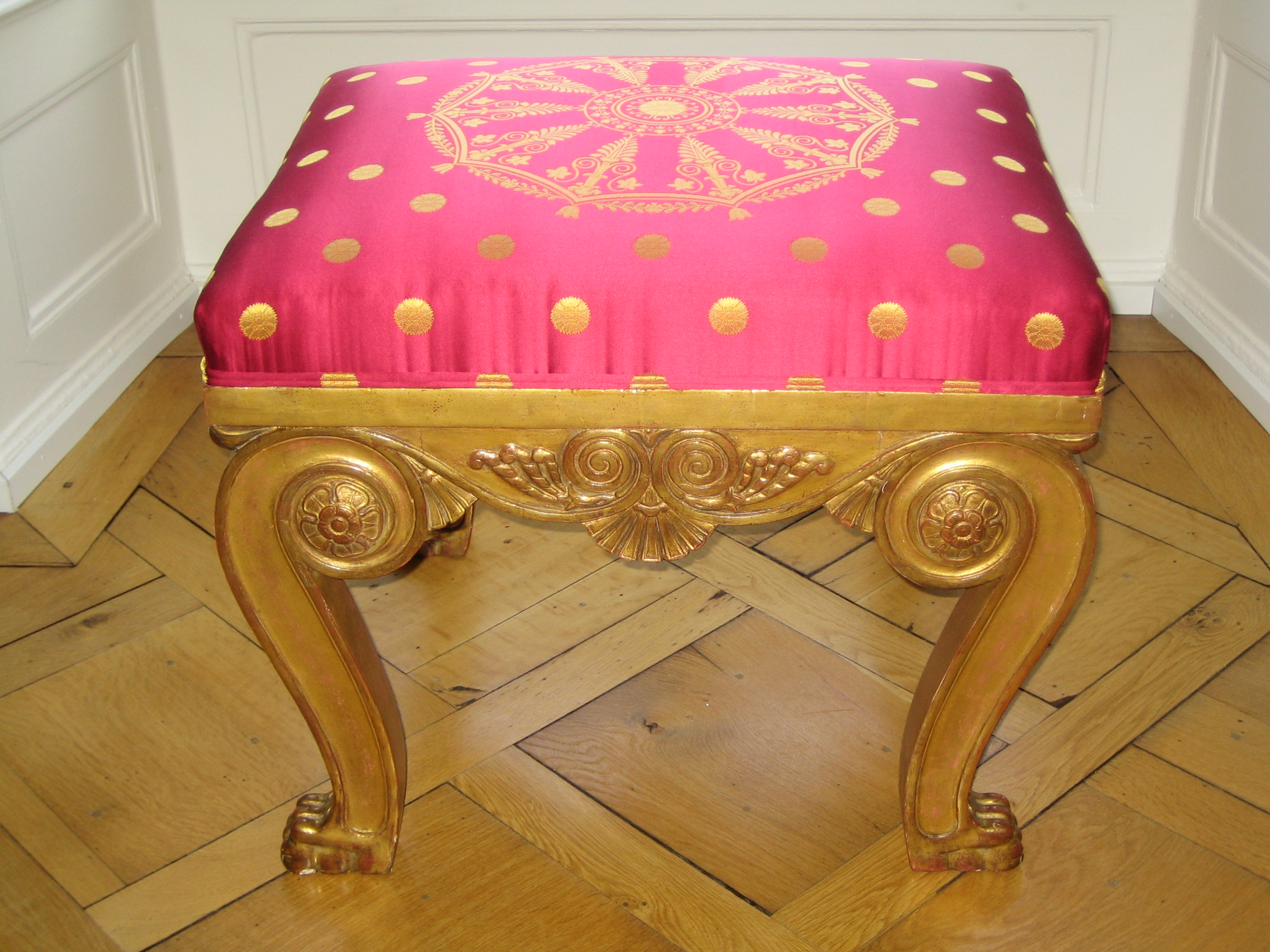
Asiento del Palacio de las Tullerías (París), ca. 1810

El desarrollo de este mueble coincide con el paso del tipo de la silla, por lo cual se darán breves indicaciones.
Los taburetes del siglo XV se distinguen por su solidez a la vez que por su elegancia. Donde se conservan en mayor número es en el norte de Francia y en Bélgica. Si bien es cierto que no siempre revelan la misma solidez, en cambio ofrecen líneas elegantes y trazadas con esmero. Típicos son los usados en las iglesias, particularmente en las sacristías. Ordinariamente no se pintaban ni barnizaban, pero la elegancia de líneas y el adorno de talles bastan para darles el hermoso aspecto.
Antes de llegarse a las elegantes formas de los taburetes de los siglos XVIII y XIX se hicieron numerosos tanteos, que dieron por resultado la construcción de taburetes de formas labras y pesadas. En los siglos XVII a XIX siguieron los taburetes el gusto general decorativo imperante en las sillerías, conservándose ejemplares de mucho mérito.
La tendencia moderna de lujo y comodidad en los muebles se advierte también en los taburetes, que se construyen almohadillados y tapizados en forma que haga juego con la decoración general del aposento, especialmente de las sillerías.
A lo largo del siglo XX los taburetes adoptarán estilos muy diferentes, adecuados a cada nueva generación. Su uso ya no es meramente funcional, sino que se convierten en un elemento decorativo. En los nuevos estilos de decoración que surgen desde los últimos años del siglo hasta nuestros días, como el estilo industrial o el estilo vintage, el taburete se convierte en un elemento reseñable y distintivo. En la actualidad, además, se podemos encontrar taburetes fabricados con diversos materiales, como madera, polipropileno, metal, etc. y una amplia variedad de diseños, existiendo taburetes con reposa-brazos o reposa-pies, por ejemplo.

## En Cuba
En Cuba, se le llama taburete a un mueble completamente diferente. Se trata de un asiento de estilo cuadrado muy robusto y con respaldo alto. Tanto el asiento como el respaldo están hechos con una banda ancha de cuero, preferentemente de cabra (o chivo) clavado a la madera con tachuelas de cabeza grande. Está diseñado para darle un uso contrario al del taburete clásico, típicamente se usa inclinado hacia atrás y recostado a una pared, con el objetivo de descansar y dormir un poco.

## Galería

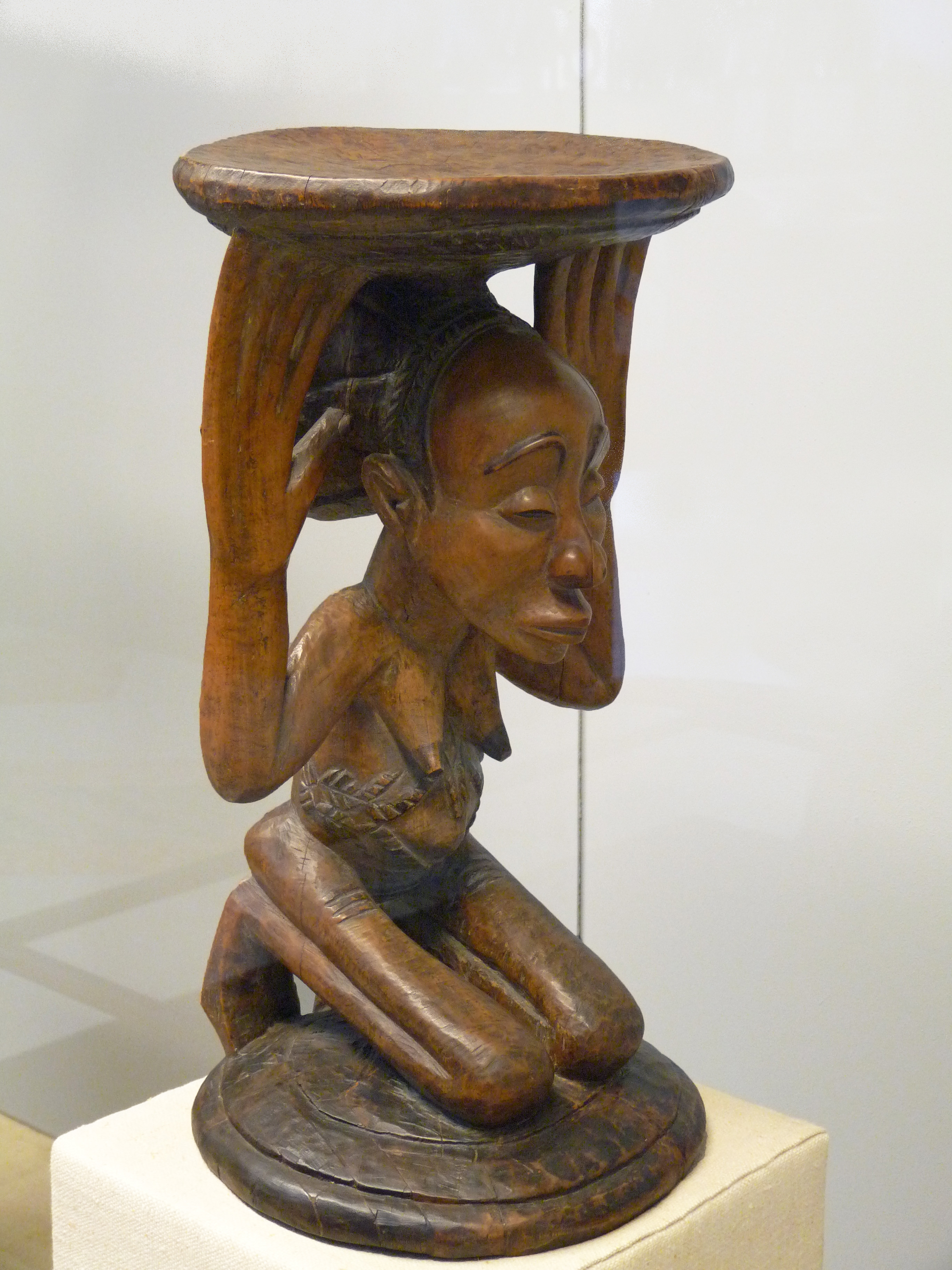
Taburete con cariátide de África Central
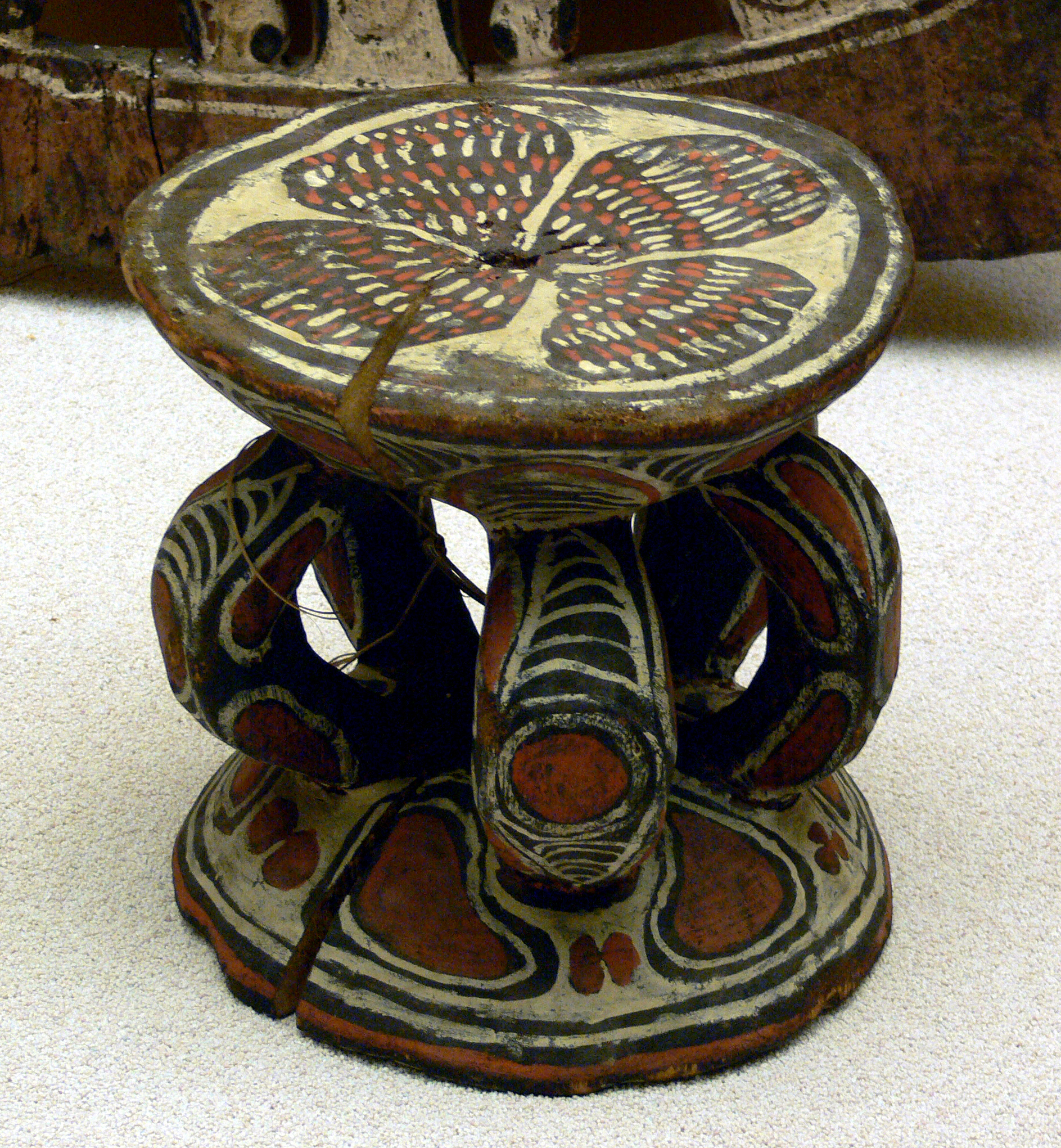
Taburete de Nueva Guinea
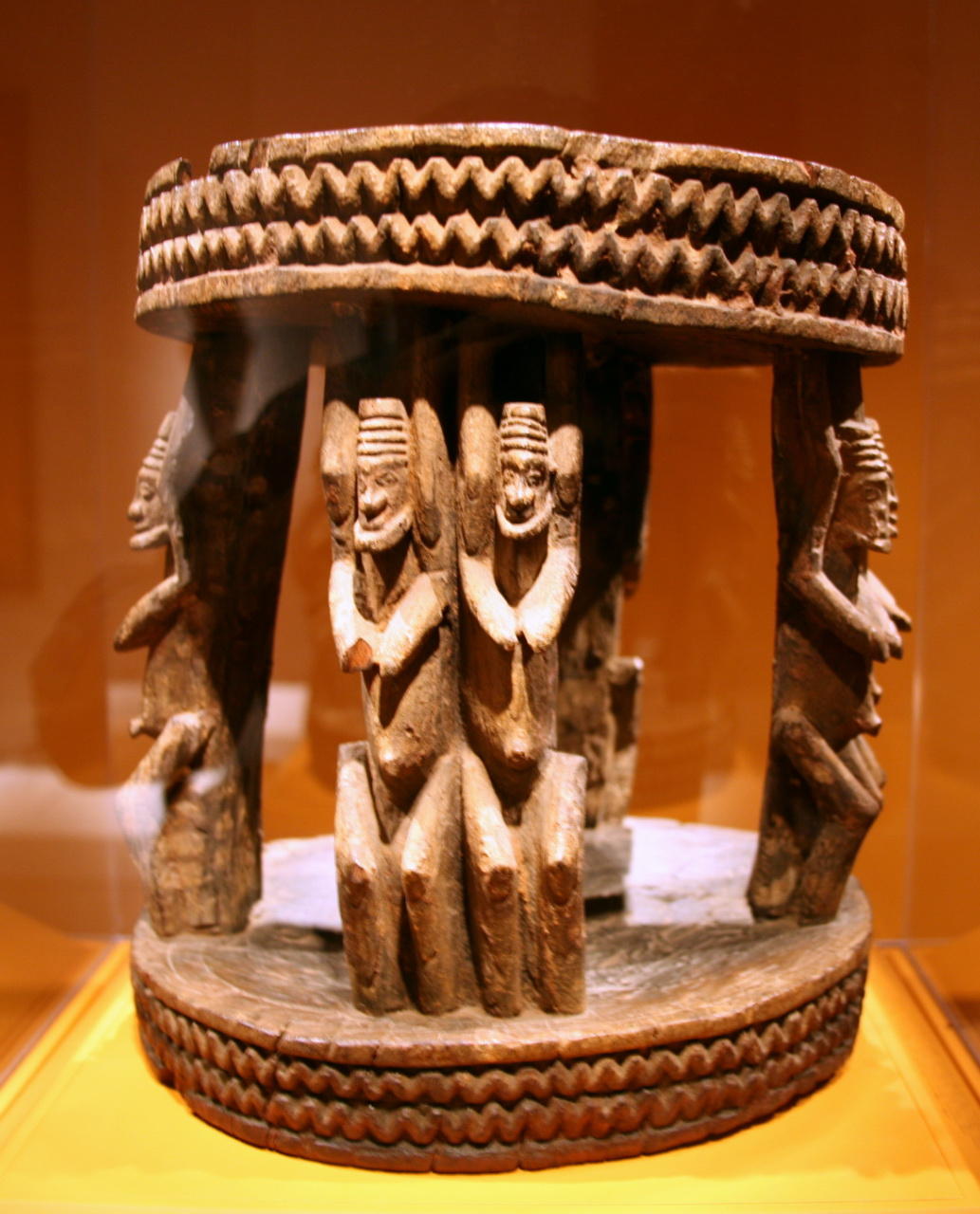
Taburete dogón representando los discos del cielo y la tierra
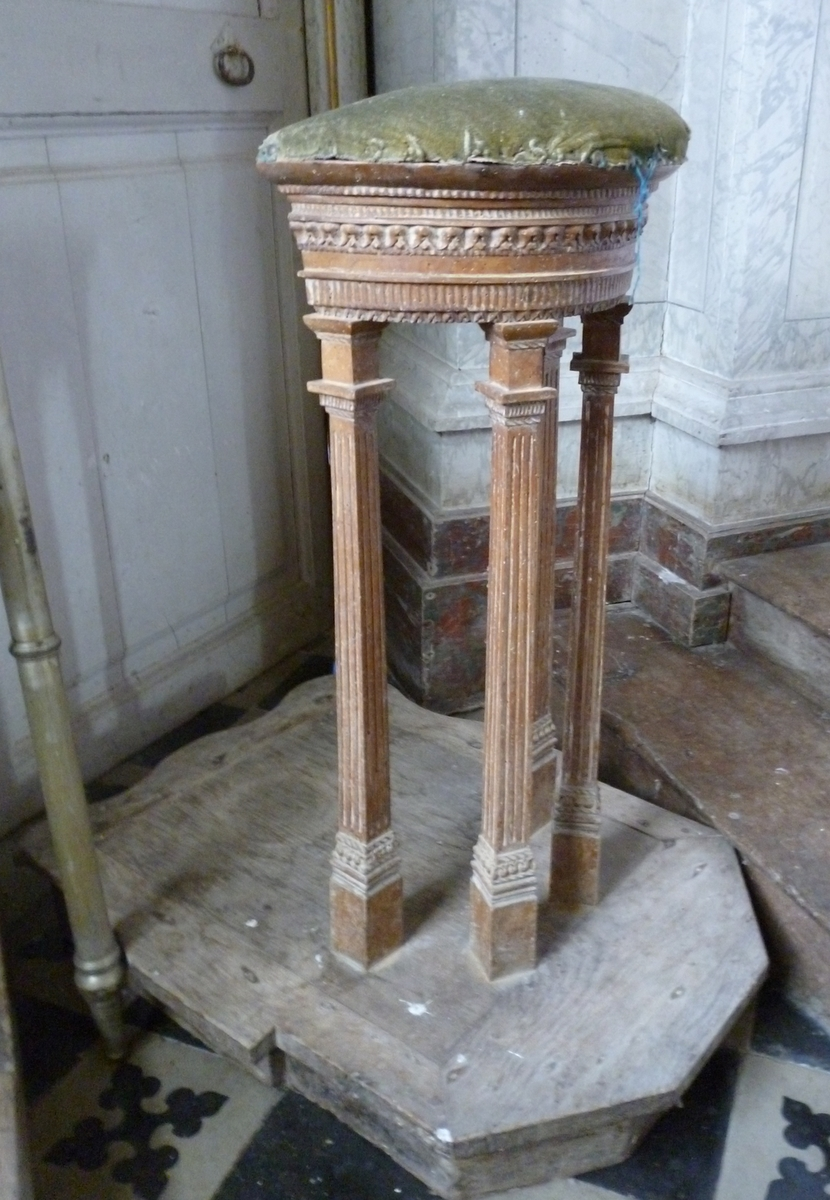
Taburete de chantre estilo Luis XVI
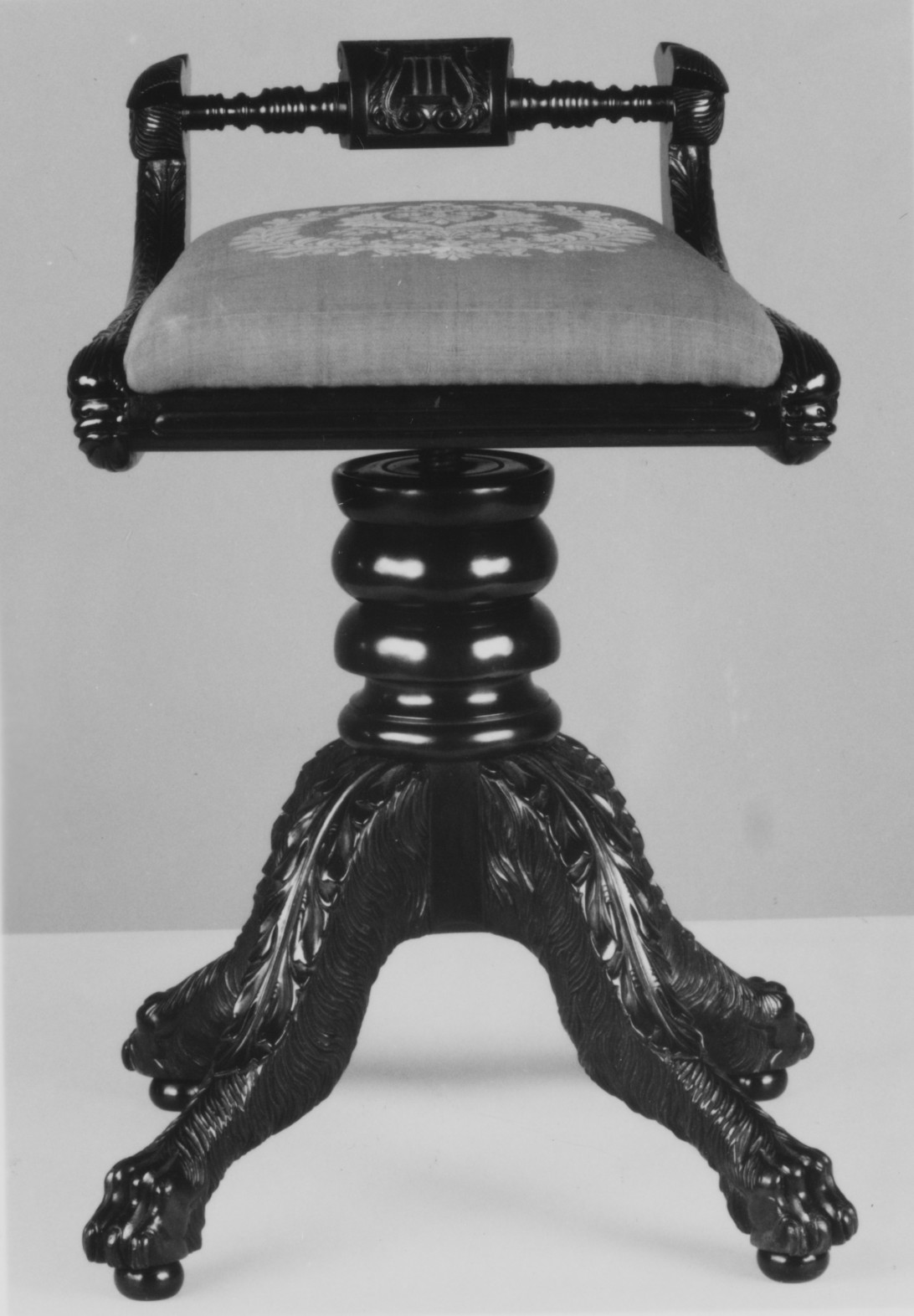
Asiento de piano, 1850
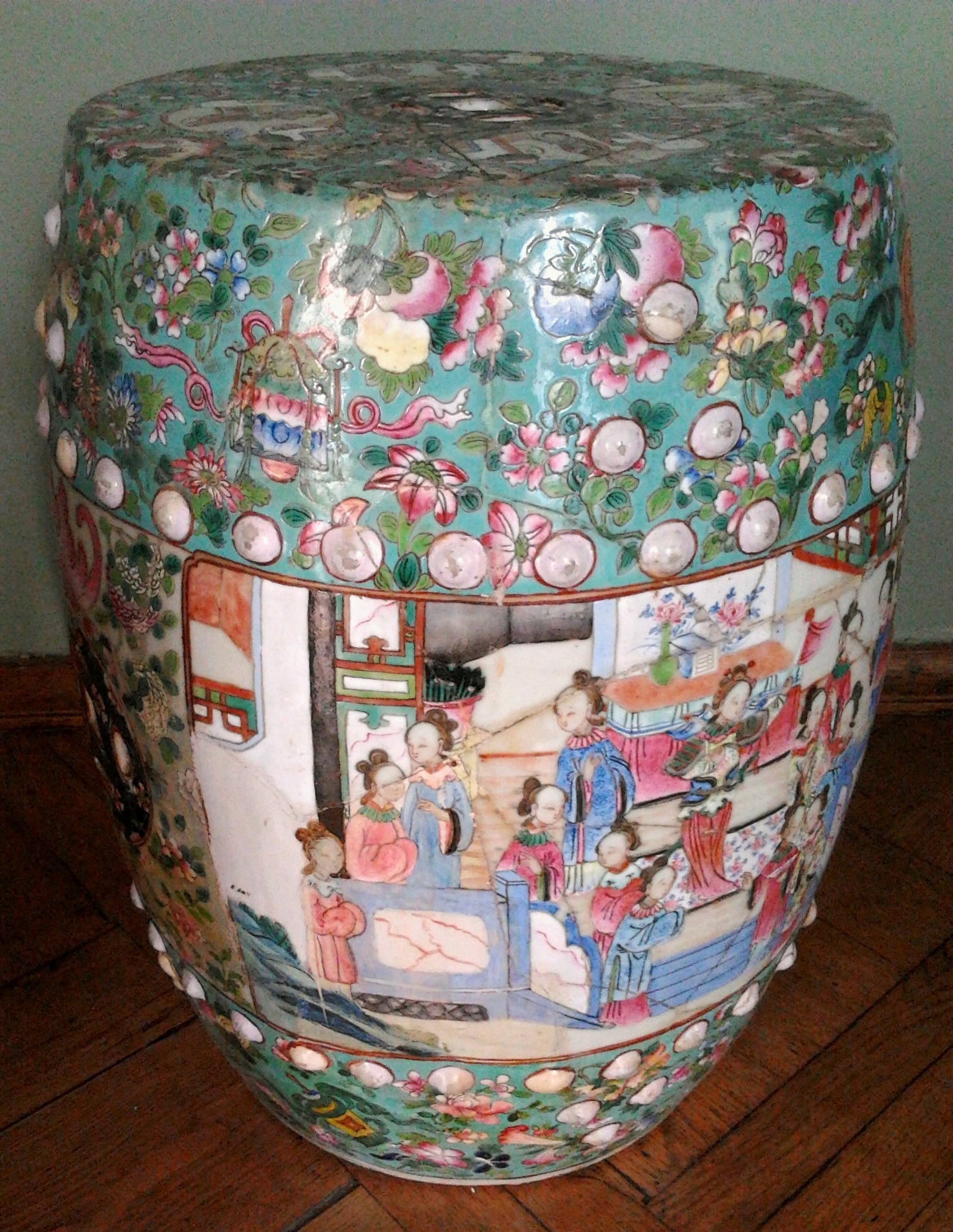
Taburete chino de jardín
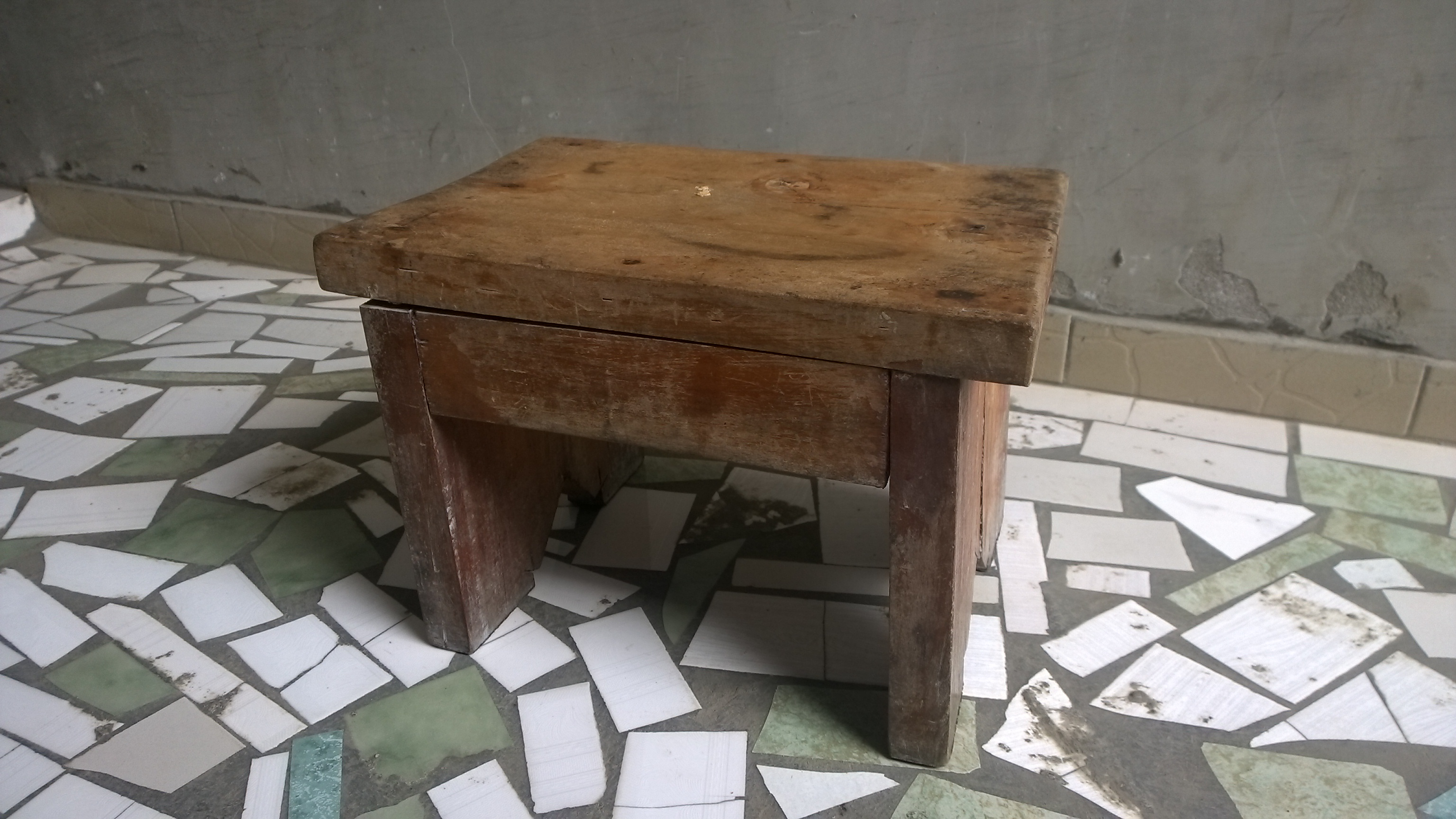
Taburete de cocina
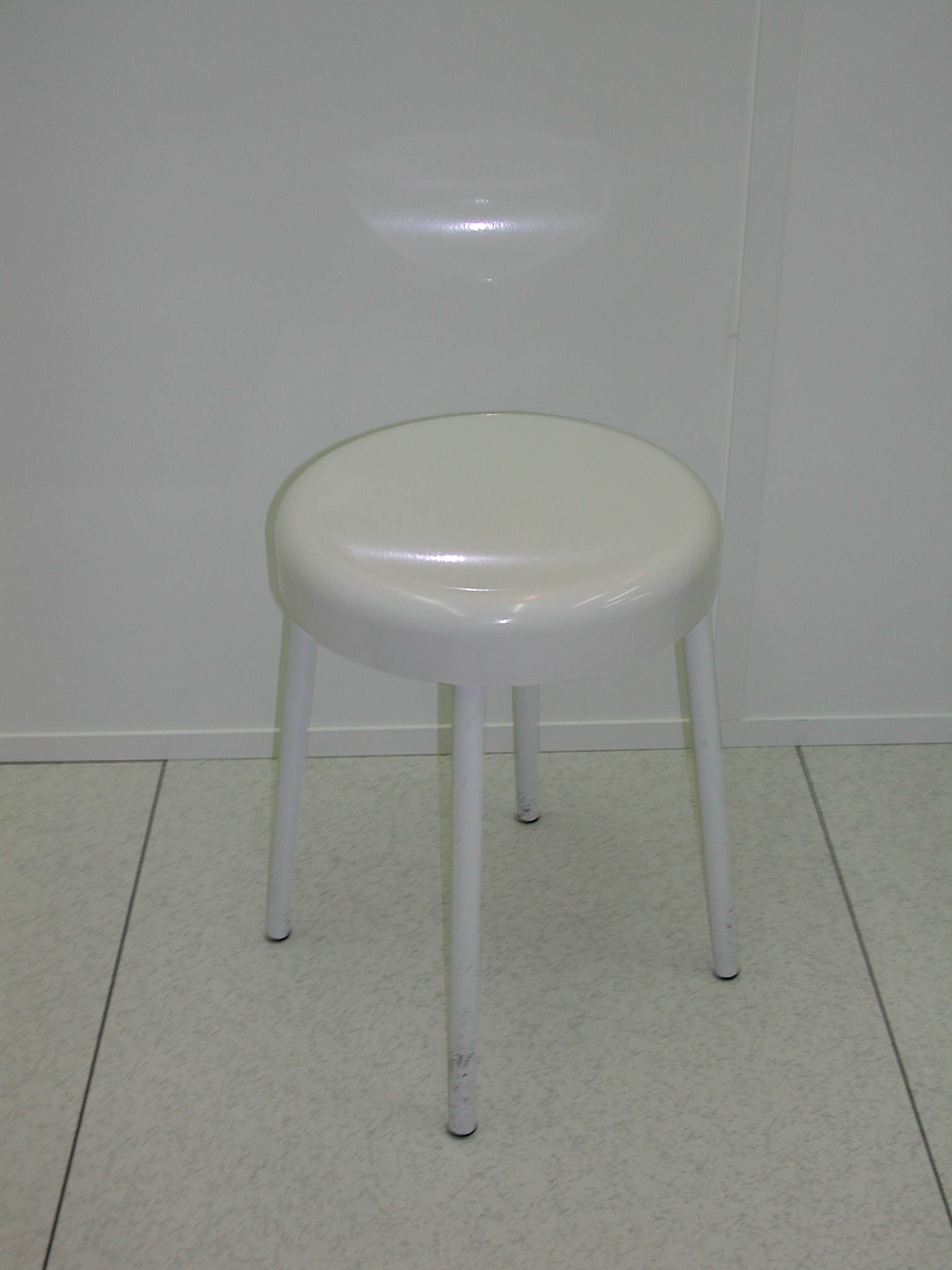
Taburete de baño
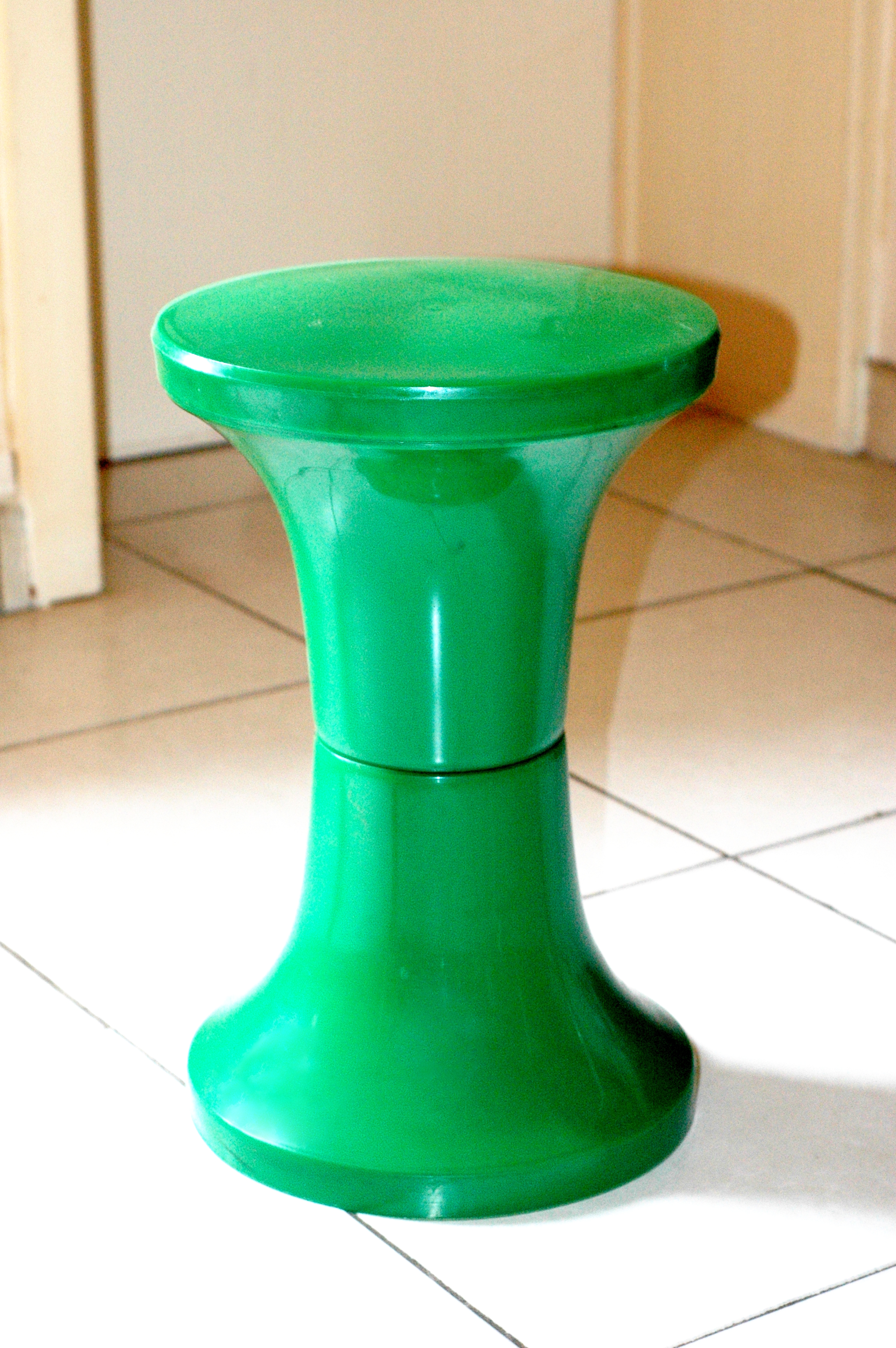
Taburete Tam Tam
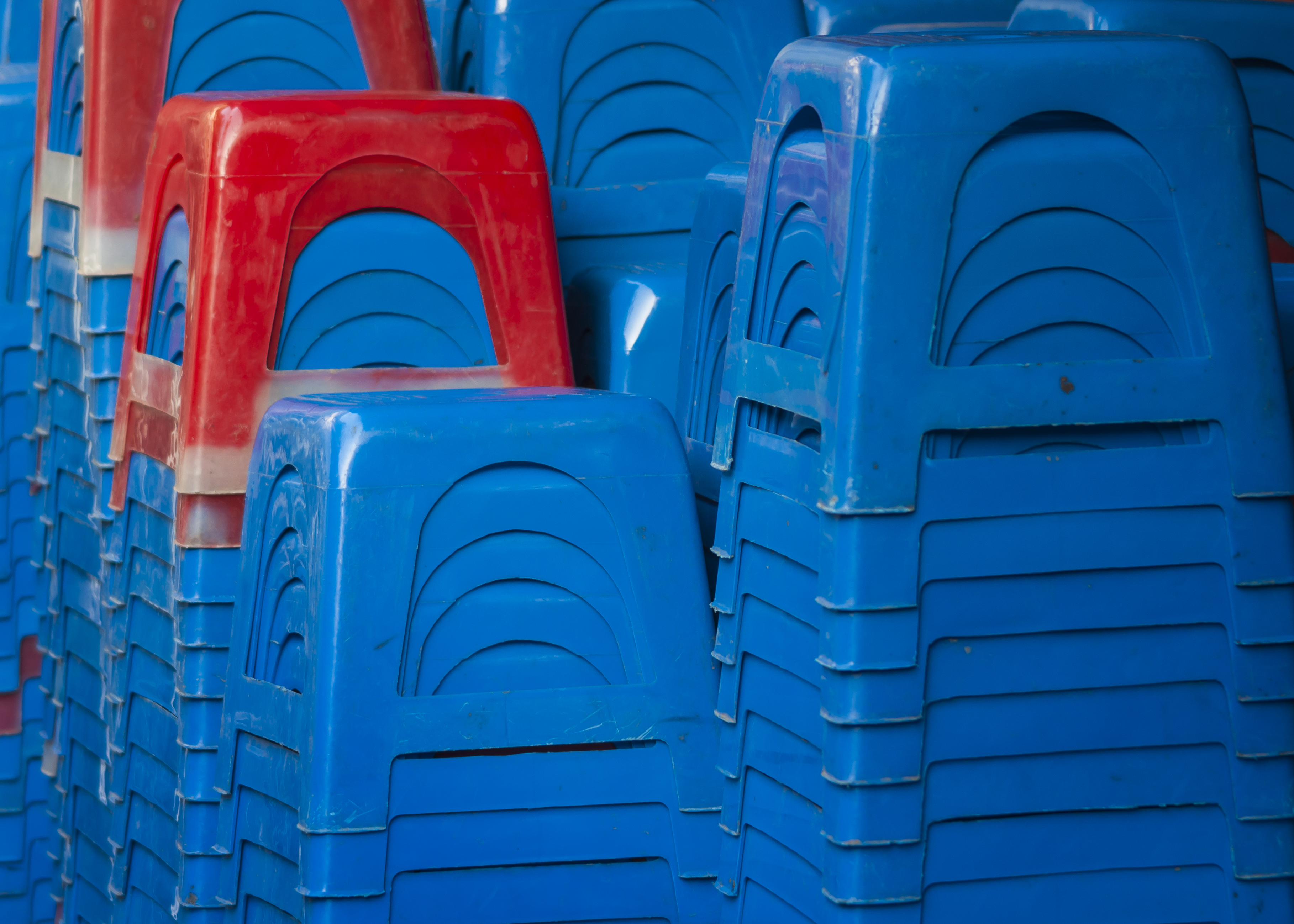
Taburetes apilables en Hanoi (Vietnam)
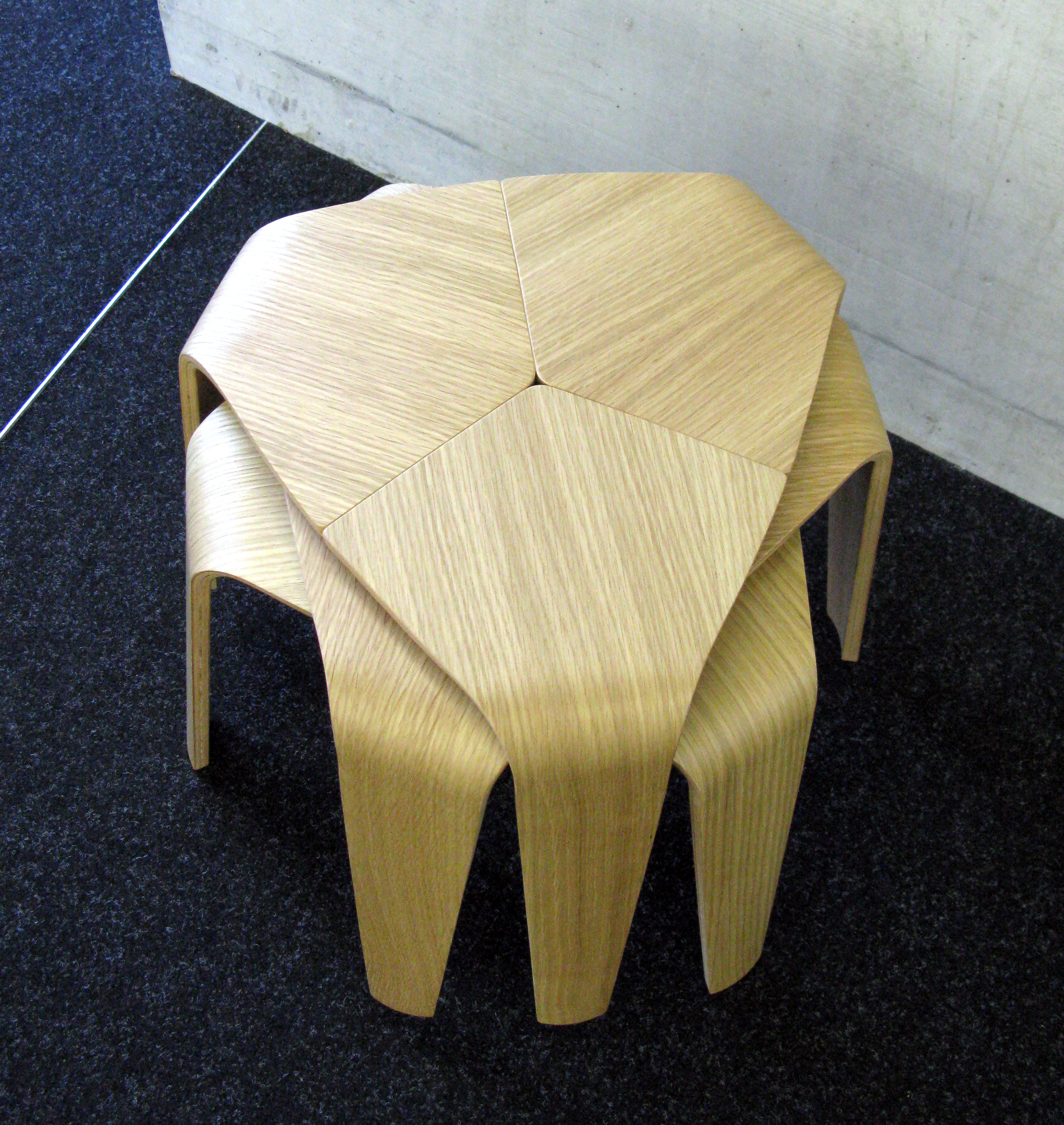
Asientos encajables
Taburetes de cocina estilo retro color rojo. Fuente: taburet.esTaburetes de Cocina Retro